# 藤崎 (川崎市)
藤崎（ふじさき）は、神奈川県川崎市川崎区の地名。現行行政地名は藤崎1丁目から藤崎4丁目。住居表示実施済み区域。

## 地理
川崎区の中央部に位置し、北東に川中島、東に観音、南東に池上新町・桜本、南西に大島、西に中島、北に伊勢町と接している。

### 地価
住宅地の地価は、2025年（令和7年）1月1日の公示地価によれば、藤崎1丁目11-7の地点で32万4000円/m²となっている。

## 歴史

### 沿革
- 1934年（昭和9年）7月 - 耕地整理により、大師河原の一部（字藤崎耕地）を分離し、藤崎町1～3丁目を新設。
- 1965年（昭和40年）7月 - 土地区画整理事業による換地処分に伴い、藤崎町1～3丁目の一部から藤崎3丁目、藤崎4丁目を新設。
- 1972年（昭和47年）4月1日 - 川崎市が政令指定都市の制定に伴い、川崎区が新設。川崎市川崎区藤崎3丁目、藤崎4丁目となる。
- 1972年（昭和47年）8月1日 - 土地区画整理事業による換地処分に伴い、藤崎町1～3丁目の残部から藤崎1丁目、藤崎2丁目を新設し、藤崎1-4丁目で住居表示を実施[5][7]。

## 世帯数と人口
2025年（令和7年）6月30日現在（川崎市発表）の世帯数と人口は以下の通りである。1
| 丁目      | 世帯数    | 人口     |
| --------- | --------- | -------- |
| 藤崎1丁目 | 1,561世帯 | 2,730人  |
| 藤崎2丁目 | 1,057世帯 | 1,951人  |
| 藤崎3丁目 | 1,404世帯 | 2,388人  |
| 藤崎4丁目 | 1,837世帯 | 3,645人  |
| 計        | 5,859世帯 | 10,714人 |

### 人口の変遷
国勢調査による人口の推移。
| 年                 | 人口   |
| ------------------ | ------ |
| 1995年（平成7年）  | 10,546 |
| 2000年（平成12年） | 11,194 |
| 2005年（平成17年） | 11,395 |
| 2010年（平成22年） | 11,264 |
| 2015年（平成27年） | 10,752 |
| 2020年（令和2年）  | 10,585 |

### 世帯数の変遷
国勢調査による世帯数の推移。
| 年                 | 世帯数 |
| ------------------ | ------ |
| 1995年（平成7年）  | 4,007  |
| 2000年（平成12年） | 4,342  |
| 2005年（平成17年） | 4,596  |
| 2010年（平成22年） | 4,848  |
| 2015年（平成27年） | 4,713  |
| 2020年（令和2年）  | 5,057  |

## 学区
市立小・中学校に通う場合、学区は以下の通りとなる（2025年1月時点）。
| 丁目      | 番・番地等               | 小学校               | 中学校               |
| --------- | ------------------------ | -------------------- | -------------------- |
| 藤崎1丁目 | 4～8番                   | 川崎市立旭町小学校   | 川崎市立富士見中学校 |
| 藤崎1丁目 | 9～12番 23～29番         | 川崎市立川中島小学校 | 川崎市立川中島中学校 |
| 藤崎1丁目 | 1～3番 13～22番 30～32番 | 川崎市立藤崎小学校   | 川崎市立川中島中学校 |
| 藤崎2丁目 | 全域                     | 川崎市立藤崎小学校   | 川崎市立川中島中学校 |
| 藤崎3丁目 | 1～6番                   | 川崎市立藤崎小学校   | 川崎市立川中島中学校 |
| 藤崎3丁目 | 7～15番                  | 川崎市立川中島小学校 | 川崎市立川中島中学校 |
| 藤崎4丁目 | 1～4番 9～16番           | 川崎市立東大島小学校 | 川崎市立渡田中学校   |
| 藤崎4丁目 | 19～33番                 | 川崎市立さくら小学校 | 川崎市立桜本中学校   |
| 藤崎4丁目 | 5～8番 17〜18番 34〜35番 | 川崎市立藤崎小学校   | 川崎市立川中島中学校 |

## 事業所
2021年（令和3年）現在の経済センサス調査による事業所数と従業員数は以下の通りである。
| 丁目      | 事業所数  | 従業員数 |
| --------- | --------- | -------- |
| 藤崎1丁目 | 77事業所  | 693人    |
| 藤崎2丁目 | 35事業所  | 257人    |
| 藤崎3丁目 | 49事業所  | 574人    |
| 藤崎4丁目 | 106事業所 | 758人    |
| 計        | 267事業所 | 2,282人  |

### 事業者数の変遷
経済センサスによる事業所数の推移。
| 年                 | 事業者数 |
| ------------------ | -------- |
| 2016年（平成28年） | 273      |
| 2021年（令和3年）  | 267      |

### 従業員数の変遷
経済センサスによる従業員数の推移。
| 年                 | 従業員数 |
| ------------------ | -------- |
| 2016年（平成28年） | 2,191    |
| 2021年（令和3年）  | 2,282    |

## 交通
- 国道132号

## 施設
- 川崎市立川中島中学校
- 川崎市立藤崎小学校
- 川崎藤崎郵便局[18]
- 川崎市消防局臨港消防署藤崎出張所
- 業務スーパー 川崎店[19]
- スギ薬局 川崎藤崎店[20]

## その他

### 日本郵便
- 郵便番号 : 210-0804[3]（集配局 : 川崎港郵便局[21]）

### 警察
町内の警察の管轄区域は以下の通りである。
| 丁目      | 番・番地等 | 警察署     | 交番・駐在所 |
| --------- | ---------- | ---------- | ------------ |
| 藤崎1丁目 | 全域       | 川崎警察署 | 藤崎交番     |
| 藤崎2丁目 | 全域       | 川崎警察署 | 藤崎交番     |
| 藤崎3丁目 | 全域       | 川崎警察署 | 藤崎交番     |
| 藤崎4丁目 | 全域       | 川崎警察署 | 藤崎交番     |